# H3N2

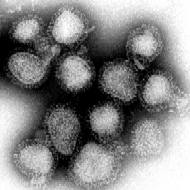

인플루엔자바이러스 A형 아형 H3N2 (A/H3N2)는 인플루엔자를 일으키는 바이러스의 일종이다. 조류와 포유류를 감염시킬 수 있다. 조류, 인간, 돼지에서 다양한 변종의 돌연변이가 존재한다. H3N2가 유행하는 해에는 입원 사례가 증가한다.

## 분류
인플루엔자바이러스 A형 속의 한 종류로, 사람에게 인플루엔자를 일으킨다. 두 종류의 단백질, 헤마글루티닌(H)과 뉴라미니다아제(N)의 종류에 따라 H3N2 등의 이름이 붙여진다. 재배열을 통해 다른 인플루엔자 아형들과 유전자를 교환할 수 있다.

## 계절성 인플루엔자
독감철에 매년 미국에서만 약 3만 6천 명의 목숨을 앗아간다. 다음 계절에 H1N1, H3N2, H1N2, 인플루엔자바이러스 B형 중 어떤 돌연변이체가 유행할지를 미리 예측하여 해당 바이러스에 대한 독감 백신을 접종한다. 북반구와 남반구에는 매년 전염병 유행에 대비해 별도의 백신을 개발한다. 열대지방에서는 뚜렷한 계절성을 보이지 않는다. 지난 10년 동안 H3N2는 H1N1, H1N2, 인플루엔자바이러스 B형보다 더 높은 유병률을 보여왔다. H3N2에 대한 항바이러스제인 아만타딘과 리만타딘에 대한 저항성은 1994년 1%에서 2003년에는 12%로, 2005년에는 다시 91%로 매우 높아졌다.
계절성 H3N2 독감의 병원체는 늘 이전 해 독감철에 유행했던 H3N2 변종과 약간의 차이를 가진다. 계절성 인플루엔자 바이러스는 동아시아와 동남아시아에서 유행병으로 발생한 후에 전 세계 각지로 흘러나오고, 사멸하기 전에 전 세계를 돌아다닌다. 각국의 보건 당국은 이 바이러스의 출처를 알아냄으로써 어떤 바이러스가 향후 1년 동안 유행할 가능성이 높은지를 더 잘 예측할 수 있다. 세계보건기구(WHO)의 글로벌 인플루엔자 감시망이 2002년부터 2007년까지 6개 대륙에 걸쳐 수집한 인플루엔자 A/H3N2 바이러스 샘플 1만3000개를 분석한 결과, 동아시아와 동남아시아 국가에서 전 세계 어느 지역보다 6~9개월 정도 일찍 H3N2의 새로운 변종이 발견된다는 사실이 알려졌다. 이 변종들은 일반적으로 오스트레일리아와 뉴질랜드를 거쳐, 북아메리카와 유럽에 도달한다. 보통 이로부터 6개월에서 9개월 후에 남아메리카에 도달한다.

## 돼지 인플루엔자
2007년의 보고서는 돼지를 통해 3종의 인플루엔자바이러스 A형 아형(H1N1, H3N2, H1N2)이 전 세계로 퍼지고 있다고 보고했다. 미국에서는 1998년 이전부터 돼지에서 H1N1 아형이 발견되어왔으나, 1998년 8월 말부터 H3N2 아형도 돼지에서 나타나기 시작했다. 대부분의 H3N2바이러스는 삼중 재배열을 거친 것으로, 인간(HA, NA, PB1)과 돼지(NS, NP, M), 조류(PB2, PA) 계통의 유전자를 포함하고 있다. 현재는 일반적으로 미국에서 상업적으로 이용 가능한 여러 SIV 이가백신들 중 하나를 사용하여, 돼지 농장의 돼지 인플루엔자바이러스(swine influenza virus, SIV)를 통제 및 예방하는데 주력하고 있다. 최근 조사된 97건의 H3N2 격리 사례들 중 오직 41개만이 3개의 상업용 SIV 백신에 대해 강한 혈청학적 교차반응을 보인다. 인플루엔자 백신의 보호능력은 주로 백신 바이러스주와 전염병 바이러스주 사이의 유사성에 달려 있기 때문에, 비반응성 H3N2 SIV 변종이 존재하는 것은 현재의 상업용 백신이 대부분의 H3N2 바이러스 감염으로부터 돼지를 효과적으로 보호하지 못할 수도 있다는 것을 암시한다.

## 같이 보기
- 조류 인플루엔자
- 개 인플루엔자
- 인플루엔자
- 돼지 인플루엔자
- 2009년 인플루엔자 범유행

### 관련 링크
- Graphic showing H3N2 mutations, amino acid by amino acid, among 207 isolates completely sequenced by the Influenza Genome Sequencing Project.
- Influenza A (H3N2) Outbreak, Nepal
- Hot topic – Fujian-like strain A influenza
- New Scientist: Bird Flu